# Алакюля (Ломоносовский район)
Алакюля (фин. Alakylä) — деревня в Аннинском городском поселении Ломоносовского района Ленинградской области.

## История
В общем приходском списке Туутари и Хиетамяки деревня Alakylä упоминается в 1756 году
Деревня Алякуля упоминается на карте Санкт-Петербургской губернии 1792 года.
Деревня являлась вотчиной великого князя Константина Павловича из которой в 1806—1807 годах были выставлены ратники Императорского батальона милиции.
Как деревня Алакова она обозначена на «Карте окружности Санкт-Петербурга» 1810 года.
На «Топографической карте окрестностей Санкт-Петербурга» Военно-топографического депо Главного штаба 1817 года упоминается деревня Алаково, состоящая из 18 крестьянских дворов и смежно с ней три деревни Настолово.
На карте Санкт-Петербургской губернии Ф. Ф. Шуберта 1834 года также обозначена деревня Алаково.

АГАКУЛЯ [Алакуля] — деревня принадлежит государю великому князю Константину Николаевичу, число жителей по ревизии: 52 м. п., 39 ж. п.

При оной чухонская деревянная церковь во имя Святого Петра (1838 год)

В пояснительном тексте к этнографической карте Санкт-Петербургской губернии П. И. Кёппена 1849 года она записана, как несколько смежных деревень Alakylä (in der Revision: Ukkolowa, Wainikkowa und Kurgenowoi) — Алакюла (Большое и Малое Укколово, Кургиной и Войникова) и указано количество её жителей на 1848 год: эурямейсов — 91 м. п., 95 ж. п., всего 186 человек.
На карте профессора С. С. Куторги 1852 года она отмечена как деревня Алакюля.

АЛАКУЛЯ — деревня Красносельской удельной конторы Шунгоровского приказа, по просёлочной дороге, число дворов — 20, число душ — 55 м. п. (1856 год)

Согласно «Топографической карте частей Санкт-Петербургской и Выборгской губерний» в 1860 году деревня называлась Алаково и насчитывала 20 крестьянских дворов.

АЛАКУЛЯ (АЛАКЮЛЯ) — деревня Павловского городского правления при ручье Алакюльском, число дворов — 20, число жителей: 57 м. п., 64 ж. п.. (1862 год)

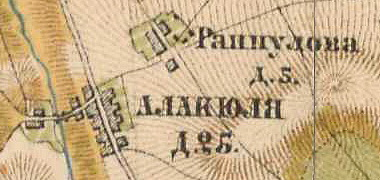
Деревня Алакюля на карте 1885 года

В 1885 году деревня Алакюля насчитывала 25 дворов.
В конце XIX веке деревня входила в состав Константиновской волости 1-го стана Петергофского уезда Санкт-Петербургской губернии, в начале XX века — 2-го стана. По приходским данным деревня состояла из двух частей: Большая Алакюля и Малая Алакюля, население которых было исключительно финским.
К 1913 году количество дворов в деревне Алакюля увеличилось до 35.
С 1917 по 1919 год деревня Алакюля входила в состав Высоцкого сельсовета Шунгоровской волости Петергофского уезда.
С 1919 года в составе Стрельно-Шунгоровской волости.
С 1922 года в составе Чухонско-Высоцкого сельсовета Ропшинской волости.
С 1923 года в составе Троцкого уезда.
Согласно данным переписи населения СССР 1926 года в деревне Алакюля проживали 178 человек, все финны.
С 1927 года в составе Финско-Высоцкого сельсовета Урицкого района.
В 1928 году население деревни Алакюля составляло 179 человек.
С 1930 года в составе Ленинградского Пригородного района.

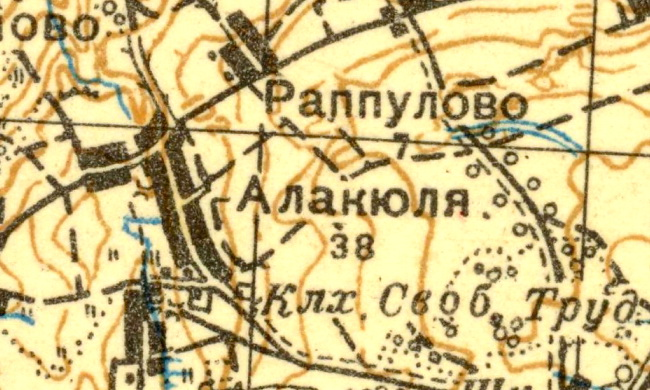
Деревня Алакюля на карте 1931 года

Согласно топографической карте 1931 года деревня насчитывала 38 дворов. В деревне был организован колхоз «Свободный Труд».
По данным 1933 года деревня Алакюля входила в состав Финновысоцкого финского национального сельсовета Ленинградского Пригородного района.
С 1936 года в составе Красносельского района.
Деревня была освобождена от немецко-фашистских оккупантов 20 января 1944 года.
С 1955 года в составе Ломоносовского района.
С 1959 года в составе Шунгоровского сельсовета.
С 1963 года в составе Гатчинского района.
С 1965 года вновь в составе Ломоносовского района. В 1965 году население деревни Алакюля составляло 80 человек.
По данным 1966 года деревня Алакюля также входила в состав Шунгоровского сельсовета.
По данным 1973 и 1990 годов деревня Алакюля входила в состав Аннинского сельсовета.
В 1997 году в деревне Алакюля Аннинской волости проживали 6 человек, в 2002 году — 11 человек (все русские), в 2007 году — 13.

## География
Деревня расположена в восточной части района, к северу и смежно с деревней Яльгелево, близ автодорог 41К-140 (Стрельна — Яльгелево) и 41К-015 (Анташи — Красное Село).
Расстояние до посёлка Аннино — 12 км.
Расстояние до ближайшей железнодорожной станции Красное Село — 12 км.

## Демография
| 1862 | 1928 | 1965 | 2002 | 2007 | 2010 | 2017 |
| ---- | ---- | ---- | ---- | ---- | ---- | ---- |
| 121  | ↗179 | ↘80  | ↘11  | ↗13  | ↗46  | ↘24  |

## Известные уроженцы
- Валентина Петровна Лемтюгова (1935—2018) — белорусский языковед. Доктор филологических наук (1988), профессор (1993).

## Улицы
Васильевский переулок, Вересковая, Красносельская, Новодеревенская, Песочная, Родниковая, Слободская, Финская, Холмистая.